# Carattere da-destra-a-sinistra
Il carattere da-destra-a-sinistra, in inglese: "right-to-left mark" (RLM), è un carattere di controllo utilizzato nella composizione tipografica  computerizzata di testi bidirezionali, ossia contenenti sia sistemi di scrittura destrorsi, ossia che procedono da sinistra a destra, come quello latino o quello cirillico, sia sistemi sinistrorsi, come quello persiano,  quello arabo o quello ebraico. In particolare, tale carattere è utilizzato per cambiare il modo in cui i caratteri a esso adiacenti sono raggruppati rispetto alla direzione del testo.
Nel caso in cui il testo di cui modificare la direzione sia scritto in arabo, un'alternativa migliore al carattere da-sinistra-a-destra può essere il carattere lettere arabe, in inglese: "arabic letter mark" (ALM).

## Unicode
Nel sistema di codifica Unicode, l'RLM è codificato come U+200F  RIGHT-TO-LEFT MARK(HTML &#8207;⧼dot-separator⧽ &rlm;), ed in UTF-8 il suo codice è E2 80 8F.

## Esempio di utilizzo in HTML
Supponendo che lo scrittore voglia inserire una parola in arabo o ebraico all'interno di una frase scritta in italiano, con un punto esclamativo alla fine della stessa, sul lato sinistro, come nel caso di "Mi è piaciuto stare -- veramente! -- in questa casa." con il "veramente!" in ebraico, la frase risulta come di seguito:
```
Mi è piaciuto stare -- באמת
!
 -- in questa casa.
```

(Da notare che nella memoria del computer l'ordine dei caratteri ebraici è ‭ב,א,מ,ת‬.)
Con un RLM aggiunto dopo la fine del punto esclamativo, la frase risulta come: 
```
Mi è piaciuto stare -- באמת
!
‏
 -- in questa casa.
```

(I browser conformi agli standard mostreranno il punto esclamativo sulla destra nel primo esempio e sulla sinistra nel secondo.)
Questo accade perché il browser riconosce che la frase è scritta con un sistema destrorso (in questo caso l'alfabeto latino) ed applica la punteggiatura, che è neutrale rispetto alla direzione, coordinandola con la parte più consistente del testo circostante, vale a dire con tutto il paragrafo eccetto la parola scritta in ebraico. La presenza del carattere da-destra-a-sinistra, invece, indica al browser che il carattere di punteggiatura è circondato solo da testo sinistrorso, in questo caso l'ebraico e lo stesso carattere RLM, e quindi esso lo posiziona come se si trovasse all'interno di una frase scritta con un sistema sinistrorso, ponendolo quindi a sinistra del testo.